# Cindy Arlette Contreras Bautista

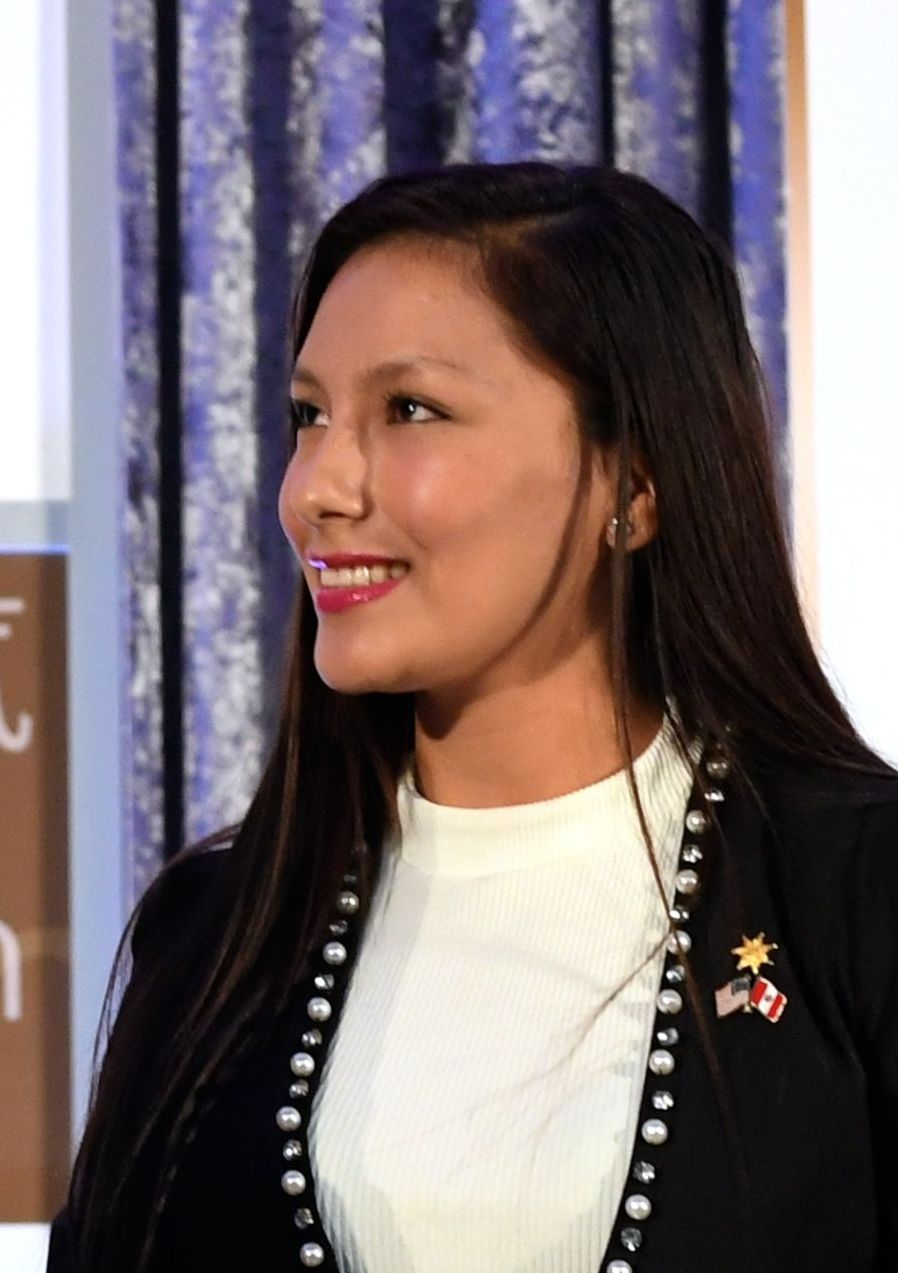
Cindy Arlette Contreras Bautista (2017)

Cindy Arlette Contreras Bautista (* 26. Juni 1990 in Ayacucho) ist eine peruanische Anwältin und Aktivistin gegen häusliche Gewalt. Als Initiatorin der Bewegung „#NiUnaMenos“ (Nicht eine Frau weniger) wurde sie 2017 als erste Peruanerin mit dem International Women of Courage Award (IWOC) des Außenministeriums der Vereinigten Staaten ausgezeichnet. Die BBC hat sie in die 100-Women-Liste des Jahres 2018 aufgenommen.
Im März 2017 erhielt Contreras Bautista als erste peruanische Frau den „International Women of Courage Award“. Unter den 13 Ausgezeichneten des Jahres waren auch Frauen aus Bangladesch, Syrien und Vietnam. Der Preis wurde ihnen am 29. März 2017 von Außenminister Thomas A. Shannon und Melania Trump verliehen.